# Punctelia missouriensis
Punctelia missouriensis är en lavart som beskrevs av G. Wilh. & Ladd. Punctelia missouriensis ingår i släktet Punctelia och familjen Parmeliaceae.   Inga underarter finns listade i Catalogue of Life.